# Санна Лунделл
Санна Сесілія Лунделл (швед. Sanna Cecilia Lundell; нар. 6 листопада 1978 року, Стокгольм) — шведська позаштатна журналістка, телеведуча і блогерка.

## Життєпис
Народилася 6 листопада 1978 року в родині музиканта Ульфа Лунделла і його першої дружини Барбро Закріссон. Батько присвятив їй пісню «Sanna (nyårsafton Åre 1983)», яка в 1984 році вийшла в альбомі «Sweethearts» (музика була взята з пісні Брюса Спрінгстіна «4th of July, Asbury Park (Sandy)», що вийшла в 1973 році в альбомі «The Wild, the Innocent & the E Street Shuffle»). Лунделл вивчала релігію й ісламологію, відвідувала школу журналістики Поппіуса.
Писала для журналів «Mama», «M-Magasin», «Hennes» і таблоїда «Aftonbladet». В якості телеведучої працювала на телеканалі TV3 в шоу «Sanning och konsekvens» спільно з Робертом Ашбергом і «Stalkers» з Хассе Аро. З червня 2013 року вела цикл документальних програм «TV3 Dokumentär».
У 2009 році Санна Лунделл була названа Найкращою мамою на думку журналу «Mama», і здобула премію «Золоте перо-2009» за свій блог за версією журналу «Veckorevyn». Як стверджувала сама Лунделл в 2009 році, в її блозі було близько 30 тисяч постійних читачів.
У 2014 році на телеканалі SVT виходила серія програм «Djävulsdansen» (зі швед. — «Диявольські танці»), ведучі якої — Санна Лунделл і журналістка й письменниця Анн Сьодерлунд розглядали проблеми наркотичної й алкогольної залежностей у Швеції, давали поради щодо поведінки родичів залежних людей, спираючись на власний досвід. В цьому ж році Expressen випустили фільм про чоловіка Санни, де зокрема містився сюжет про вживання ним кокаїну в закритому клубі Линчепінга в 2012 році, що викликало суспільний резонанс. 2017 року за мотивами й матеріалами серії вийшла книга «Djävulsdansen: bli fri från medberoende» (зі швед. — «Диявольські танці: бути вільним від примусу»), написана Лунделл і Сьодерлунд у співавторстві.
У 2015 році Лунделл була однією з радіоведучих (18 липня) програми «Sommar» (зі швед.  — «літо») на радіостанції SR P1. У тому ж році брала участь у зимовому телевізійному аналогу програми (27 грудня) на каналі SVT. Навесні 2017 року Санна з чоловіком були запрошеною парою в програмі «Зустріч із Стрьомстедтами» (випуск показали 9 березня на телеканалі TV4).
У 2018 році Шведське радіо запустило програму «Frälst» (зі швед.  — «збережені»), в якій Лунделл інтерв'ює релігійних і віруючих людей в сучасному світському суспільстві Швеції.

## Особисте життя
Протягом п'яти років, починаючи з 2000 року, була одружена з музикантом Вілле Крафордом, з яким у неї спільна дочка Ольга (нар. 2001). Через напружені стосунки і суперечки пара розійшлася, і з 2005 року Лунделл у фактичному шлюбі зі шведським актором Мікаелем Персбрандтом, від якого народила тьох синів (Ігор, Едгар (нар. 6 травня 2006 року) і Ло (нар. 2009)).